# Liste von Auszeichnungen Jack Nicholsons

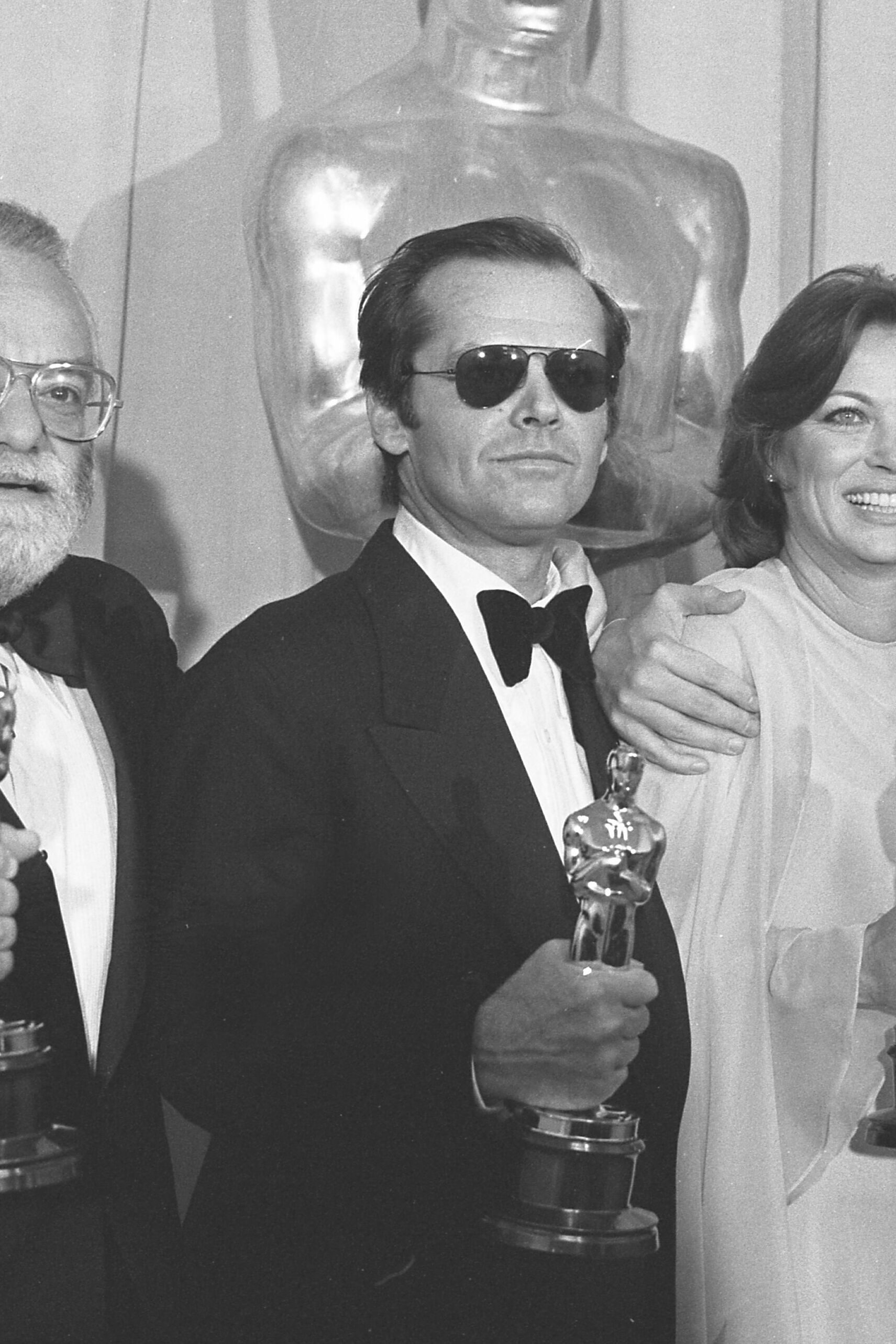
Jack Nicholson mit dem Oscar für Einer flog über das Kuckucksnest (1976)

Diese Seite stellt eine Liste von Auszeichnungen und Ehrungen des US-amerikanischen Filmschauspielers Jack Nicholson (* 1937) dar.

## Oscar
Auszeichnungen
1976: Bester Hauptdarsteller (Einer flog über das Kuckucksnest)
1984: Bester Nebendarsteller (Zeit der Zärtlichkeit)
1998: Bester Hauptdarsteller (Besser geht’s nicht)
Nominierungen
1970: Bester Nebendarsteller (Easy Rider)
1971: Bester Hauptdarsteller (Ein Mann sucht sich selbst)
1974: Bester Hauptdarsteller (Das letzte Kommando)
1975: Bester Hauptdarsteller (Chinatown)
1982: Bester Nebendarsteller (Reds)
1986: Bester Hauptdarsteller (Die Ehre der Prizzis)
1988: Bester Hauptdarsteller (Wolfsmilch)
1993: Bester Nebendarsteller (Eine Frage der Ehre)
2003: Bester Hauptdarsteller (About Schmidt)

## American Comedy Award
Auszeichnung
1998: Lustigster Hauptdarsteller (Besser geht’s nicht)
Nominierung
1990: Lustigster Hauptdarsteller (Batman)

## Boston Society of Film Critics
Auszeichnungen
1982: Bester Nebendarsteller (Reds)
1984: Bester Nebendarsteller (Zeit der Zärtlichkeit)
1986: Bester Hauptdarsteller (Die Ehre der Prizzis)
2006: Bestes Schauspielensemble (Departed – Unter Feinden, Platz 2, mit Leonardo DiCaprio, Vera Farmiga, Anthony Anderson, Ray Winstone, Alec Baldwin, Mark Wahlberg, Matt Damon, Martin Sheen)

## British Academy Film Award
Auszeichnungen
1975: Bester Hauptdarsteller (Chinatown; Das letzte Kommando)
1977: Bester Hauptdarsteller (Einer flog über das Kuckucksnest)
1983: Bester Nebendarsteller (Reds)
Nominierungen
1970: Bester Nebendarsteller (Easy Rider)
1990: Bester Nebendarsteller (Batman)
2003: Bester Hauptdarsteller (About Schmidt)
2007: Bester Nebendarsteller (Departed – Unter Feinden)

## Broadcast Film Critics Association
Auszeichnungen
1998: Bester Hauptdarsteller (Besser geht’s nicht)
2003: Bester Hauptdarsteller (About Schmidt)
Nominierung
2007: Bester Nebendarsteller (Departed – Unter Feinden)

## Central Ohio Film Critics Association
Auszeichnungen
2003: Bester Hauptdarsteller (About Schmidt, Platz 2)
2007: Bestes Schauspielensemble (Departed – Unter Feinden, mit Vera Farmiga, Mark Wahlberg, Anthony Anderson, Leonardo DiCaprio, Ray Winstone, Alec Baldwin, Martin Sheen, Matt Damon)

## Chicago Film Critics Association
Auszeichnung
1993: Bester Nebendarsteller (Eine Frage der Ehre)
Nominierungen
1990: Bester Nebendarsteller (Batman)
1998: Bester Hauptdarsteller (Besser geht’s nicht)
2003: Bester Hauptdarsteller (About Schmidt)
2006: Bester Nebendarsteller (Departed – Unter Feinden)

## Dallas-Fort Worth Film Critics Association
Auszeichnungen
2003: Bester Hauptdarsteller (About Schmidt)
2006: Bester Nebendarsteller (Departed – Unter Feinden, Platz 2)

## Golden Globe Award
Auszeichnungen
1975: Bester Hauptdarsteller – Drama (Chinatown)
1976: Bester Hauptdarsteller – Drama (Einer flog über das Kuckucksnest)
1984: Bester Nebendarsteller (Zeit der Zärtlichkeit)
1986: Bester Hauptdarsteller – Komödie oder Musical (Die Ehre der Prizzis)
1998: Bester Hauptdarsteller – Komödie oder Musical (Besser geht’s nicht)
1999: Cecil B. deMille Award für seinen „herausragenden Beitrag zur Unterhaltung“
2003: Bester Hauptdarsteller – Drama (About Schmidt)
Nominierungen
1970: Bester Nebendarsteller (Easy Rider)
1971: Bester Hauptdarsteller – Drama (Ein Mann sucht sich selbst)
1972: Bester Hauptdarsteller – Drama (Die Kunst zu lieben)
1974: Bester Hauptdarsteller – Drama (Das letzte Kommando)
1982: Bester Nebendarsteller (Reds)
1988: Bester Hauptdarsteller – Drama (Wolfsmilch)
1990: Bester Hauptdarsteller – Komödie oder Musical (Batman)
1993: Bester Hauptdarsteller – Drama (Jimmy Hoffa)
1993: Bester Nebendarsteller (Eine Frage der Ehre)
2004: Bester Hauptdarsteller – Komödie oder Musical (Was das Herz begehrt)
2007: Bester Nebendarsteller (Departed – Unter Feinden)

## Goldene Himbeere
Nominierung
1993: Schlechtester Schauspieler (Jimmy Hoffa) und (Man Trouble – Auf den Hund gekommen)

## Internationale Filmfestspiele von Cannes
Auszeichnung
1974: Bester Darsteller (Das letzte Kommando)
Nominierung
1971: Goldene Palme (Drive, He Said)

## Kansas City Film Critics Circle Award
Auszeichnungen
1970: Bester Nebendarsteller (Easy Rider)
1975: Bester Hauptdarsteller (Chinatown)
1982: Bester Nebendarsteller (Reds)
1984: Bester Nebendarsteller (Zeit der Zärtlichkeit)

## Laurel Award
Auszeichnung
1970: Bester Nebendarsteller (Easy Rider)
Nominierungen
1971: Bester Hauptdarsteller – Drama (Ein Mann sucht sich selbst)
1971: Bester männlicher Star (Platz 9)

## London Critics’ Circle Film Award
Auszeichnung
1999: Bester Schauspieler (Besser geht’s nicht)
Nominierung
2003: Bester Schauspieler (About Schmidt)

## Los Angeles Film Critics Association
Auszeichnungen
1981: Bester Nebendarsteller (Reds, Platz 2)
1983: Bester Nebendarsteller (Zeit der Zärtlichkeit)
1985: Bester Hauptdarsteller (Die Ehre der Prizzis, Platz 2)
1987: Bester Hauptdarsteller (Wolfsmilch; Die Hexen von Eastwick)
1997: Bester Hauptdarsteller (Besser geht’s nicht, Platz 2)
2002: Bester Hauptdarsteller (About Schmidt)

## MTV Movie Award
Auszeichnung
2007: Bester Film-Bösewicht (Departed – Unter Feinden)
Nominierungen
1993: Bester Schauspieler (Eine Frage der Ehre)
1993: Bester Film-Bösewicht (Eine Frage der Ehre)

## National Board of Review
Auszeichnungen
1976: Bester Hauptdarsteller (Einer flog über das Kuckucksnest)
1981: Bester Nebendarsteller (Reds)
1983: Bester Nebendarsteller (Zeit der Zärtlichkeit)
1992: Bester Nebendarsteller (Eine Frage der Ehre)
1997: Bester Hauptdarsteller (Besser geht’s nicht)
2006: Bestes Schauspielensemble (Departed – Unter Feinden, zusammen mit Leonardo DiCaprio, Matt Damon, Mark Wahlberg, Martin Sheen, Ray Winstone, Vera Farmiga, Alec Baldwin, Anthony Anderson und James Badge Dale)

## National Society of Film Critics
Auszeichnungen
1970: Bester Nebendarsteller (Easy Rider)
1975: Bester Hauptdarsteller (Chinatown; Das letzte Kommando; Einer flog über das Kuckucksnest)
1984: Bester Nebendarsteller (Zeit der Zärtlichkeit)
1986: Bester Hauptdarsteller (Die Ehre der Prizzis)

## New York Film Critics Circle Award
Auszeichnungen
1969: Bester Nebendarsteller (Easy Rider)
1970: Bester Hauptdarsteller (Ein Mann sucht sich selbst, Platz 3)
1974: Bester Hauptdarsteller (Chinatown; Das letzte Kommando)
1975: Bester Hauptdarsteller (Einer flog über das Kuckucksnest)
1981: Bester Nebendarsteller (Reds, Platz 2)
1983: Bester Nebendarsteller (Zeit der Zärtlichkeit)
1985: Bester Hauptdarsteller (Die Ehre der Prizzis)
1987: Bester Hauptdarsteller (Die Hexen von Eastwick; Wolfsmilch; Broadcast News – Nachrichtenfieber)
1992: Bester Nebendarsteller (Eine Frage der Ehre, Platz 3)
2002: Bester Hauptdarsteller (About Schmidt, Platz 2)

## Online Film Critics Society
Auszeichnung
1998: Bester Hauptdarsteller (Besser geht’s nicht)
Nominierungen
2003: Bester Hauptdarsteller (About Schmidt)
2007: Bester Nebendarsteller (Departed – Unter Feinden)

## Phoenix Film Critics Society
Auszeichnung
2006: Bester Nebendarsteller (Departed – Unter Feinden)
Nominierung
2003: Bester Hauptdarsteller (About Schmidt)

## San Diego Film Critics Society
Auszeichnungen
1997: Bester Hauptdarsteller (Besser geht’s nicht)
2002: Bester Hauptdarsteller (About Schmidt, Platz 2)

## Satellite Award
Auszeichnung
1998: Bester Hauptdarsteller – Komödie/Musical (Besser geht’s nicht)
Nominierungen
1997: Bester Hauptdarsteller – Komödie/Musical (Mars Attacks!)
2003: Bester Hauptdarsteller – Drama (About Schmidt)
2006: Bester Nebendarsteller (Departed – Unter Feinden)

## Saturn Award
Auszeichnung
1988: Bester Hauptdarsteller (Die Hexen von Eastwick)
Nominierungen
1991: Bester Hauptdarsteller (Batman)
1995: Bester Hauptdarsteller (Wolf – Das Tier im Manne)

## Screen Actors Guild Award
Auszeichnung
1998: Bester Hauptdarsteller (Besser geht’s nicht)
Nominierungen
2003: Bester Hauptdarsteller (About Schmidt)
2007: Bestes Schauspielensemble (Departed – Unter Feinden, mit Anthony Anderson, Alec Baldwin, Matt Damon, Leonardo DiCaprio, Vera Farmiga, Martin Sheen, Mark Wahlberg und Ray Winstone)

## Southeastern Film Critics Association
Auszeichnungen
1993: Bester Nebendarsteller (Eine Frage der Ehre)
1998: Bester Hauptdarsteller (Besser geht’s nicht, Platz 2)
2002: Bester Hauptdarsteller (About Schmidt, Platz 2)

## Toronto Film Critics Association
Auszeichnung
1998: Bester Hauptdarsteller (Besser geht’s nicht, Platz 2)
Nominierungen
2001: Bester Hauptdarsteller (Das Versprechen)
2002: Bester Hauptdarsteller (About Schmidt)

## Weitere Auszeichnungen
1975: Fotogramas de Plata als Bester ausländischer Schauspieler (Chinatown; Ein Mann sucht sich selbst)
1976: David di Donatello als Bester ausländischer Schauspieler (Einer flog über das Kuckucksnest)
1977: Sant Jordi Award als Bester ausländischer Schauspieler (Einer flog über das Kuckucksnest; Beruf: Reporter; Die Kunst zu lieben)
1994: American Film Institute Life Achievement Award
1997: Stern auf dem Hollywood Walk of Fame in der Kategorie „Film“
2001: Moscow International Film Festival Stanislavsky-Preis
2002: Washington, D. C., Area Film Critics Association Award als Bester Hauptdarsteller (About Schmidt)
2004: CineVegas International Film Festival Marquee Award
2004: Goldene Kamera als Bester internationaler Schauspieler
2006: Florida Film Critics Circle Award als Bester Nebendarsteller (Departed – Unter Feinden)
2007: Austin Film Critics Association Award als Bester Nebendarsteller (Departed – Unter Feinden)